# コルム
コルム（Corum）はスイスの腕時計ブランドである。創業者であるルネ・ヴァンヴァルトは、1933年に18歳という若さでパテック・フィリップに入社。その後オメガに入り、名作「シーマスター」の開発に関わった。ブランドの枠にとどまらず、革新的な時計を開発したいという思いから、1955年にコルムを創業。2000年には時計業界のノーベル賞とも言われるガイア賞を起業家として初めて受賞している。
ブランド名はラテン語で絶対多数を意味する"Quorum"に基づく。鍵をトレードマークとしており、これはブランド最初のモットー「完全な時への鍵」（Key To Perfect Time ）に由来する。

## 歴史
- 1924年 - ルネ・ヴァンヴァルト（René Bannwart）と叔父であるガストン・リース（Gaston Ries ）によりラ・ショー＝ド＝フォンに前身の時計メーカーが設立された。
- 1955年 - 初めて「コルム」ブランドを使用した。
- 1956年 - 文字盤に数字も目盛りもない「ノーマーカー・ダイアル」（No Maker Dial ）を発表。
- 1957年 - 筒状のケースにムーブメントを収め、ベルトを通した「ゴールデンチューブ」を発表。
- 1964年 - 本物の20ドル金貨をスライスし、そこにムーブメントを組込んだ「コインウォッチ」（Coin Watch ）を発表。
- 1965年 - 当時では革新的な位置づけだった大型ケースを採用した「バッキンガム」を発表。
- 1966年 - 世界で初めて文字盤でなくベゼルに数字を刻印した「ロムルス」（Romvlvs ）を発表。
- 1970年 - 文字盤に本物の孔雀の羽を使用した「フェザーウォッチ」を発表。
- 1976年 - 自動車メーカー「ロールス・ロイス」とのパートナーシップによる「ロールス・ロイス・ウォッチ」を発表。ラジエーター・グリルを模した形状。
- 1980年 - ヴィンセント・カラブレーゼにより構想と原型製作がされた「ゴールデン・ブリッジ」（Golden Bridge ）を発表。
- 1982年 - アドミラルズカップのスポンサーとなったのが契機となり、文字盤の数字を国際信号旗で表現した「アドミラルズ・カップ」（Admiral's Cup ）を発表（2003年を以て同レースが廃止されて以降は「アドミラル」と改名）。
- 1986年 - 文字盤にグリーンランドで発見された本物の隕石を使用した「メテオライト」を発表。
- 2000年 - サバリン・ワンダーマンがオーナーとなった。厚さ11mmのドーム型サファイアクリスタルガラス製風防を持つ「バブル」、「トラピーズ」を発表。
- 2011年 - ピストンローターを使用した自動巻きの「ゴールデン・ブリッジ」を発表。
- 2013年 - 香港資本の中国海澱集団（現・冠城鐘表珠宝集団）に4200万ドルで買収される[2]。
- 2020年 - ブランド初のフライングギアトレインを備える新キャリバーを使用した「ラボ02」（LAB02）を発表。